# サキ (テレビドラマ)
『サキ』は、2013年1月8日から3月19日まで関西テレビとメディアミックス・ジャパン（MMJ）の共同制作により、フジテレビ系「火10ドラマ」枠で毎週火曜日22時 - 22時54分に放送されたテレビドラマ。

## 概要
女性看護師が複数の男性を翻弄し、破滅させていく姿を描く。『美しい隣人』（2011年1月期）のスタッフが再結集して制作され、主演の仲間由紀恵は同作で演じた女性を再び演じる。なお本作品が『美しい隣人』の前日談か後日談かについてはドラマの放送開始時点では明言されなかった。

### 放送・配信
初回は15分拡大の22時 - 23時9分。第2話は前枠番組『ラストホープ』の時間拡大による15分繰り下げの22時10分 - 23時9分。第5話は『ラストホープ』の時間拡大による10分繰り下げおよび10分拡大の22時10分 - 23時14分に放送された。
関西テレビのオンデマンド配信「関西テレビおんでま」では、放送後、最新話を有料配信した。公式YouTubeでは、Web限定のダイジェスト映像を配信した。

## あらすじ
「人は幸せよりも苦しみを覚えている。傷つけたことより傷つけられたことを覚えている。きっと彼らは覚えていないのだろう。私と会うのが二度目だということを…」（オープニングナレーションより）
港南総合病院小児科で、看護師を務める網浜サキは、美人で礼儀正しく優しい性格から、職員や患者に慕われており、彼女に惹かれる男も少なくなかった。しかし実はサキには復讐しようと狙う5人の男がいた。
雑誌記者の新田隼人は、顔も知らぬまま生き別れになっている姉について記事にしたところ、自分が姉だと名乗る者が数多く現れた。すべて偽物だったが、ただ一人だけ本物の姉にしかわからない事実を知る女がおり、それが網浜サキだった。突然現れた美しい姉に隼人は戸惑い、翻弄されるが、次第にサキを本物の姉と信じて慕うようになる。
しかし、不幸に陥り破滅する男たちの事件が相次ぎ、それらがすべてサキに関連していたことを知った隼人は、サキにやめさせようと、上司の直美たちと共に事件を検証していく。だがサキの5人の男に対する復讐が母の死に関連し、自分も5人目のターゲットであることを隼人は知ってしまう。

## キャスト

### 主人公
網浜サキ（あみはま サキ）〈33〉
演 - 仲間由紀恵（幼少期：森萌々穂）
1980年1月23日生まれ。静岡県静岡市清水区出身。2002年3月、清水医科大学保険看護学部看護科卒業後、明和大学附属病院、大田中央総合病院、東部第二総合病院を経て、2012年10月から港南総合病院で小児科看護師として勤務。また10年前には、養護施設・清水こどもの家でボランティアをしていた。
礼儀正しく心優しい美女で、職員や患者からの評判はいい。料理と読心術に長けており、多数の料理・ワイン・精神医学・心理学に関する書籍と白いロッキングチェアがあるマンションの一室には自身以外誰も入れさせない。裏では作為的に近づいた男たちの弱みを握り、彼らの心のバランスをうまく崩し自殺に至らせるまで追い込んでいる。その男たちが自殺や自ら身を滅ぼしているとき、その男の生まれ年のワインを飲みながら、ビーフステーキを食べている。
33年前、工場の経営に失敗し、生活苦に喘いでいた新田夫妻によって、生まれてすぐに病院の前に捨てられ、開業医の養父・泰之（演：藤田宗久）と養母（演：兎本有紀）に育てられたが、養母からは義兄とは違い、心の底から愛されず冷遇される。2000年、静岡の実家へ帰宅した際、「サキは血の繋がった実子ではない」と両親が話しているのを偶然聞いてしまい、なおかつ自分がサキと名付けられた捨て子という証の書き置きと2万円が入った御守を見つけ、衝撃を受ける。それから2年後、実母の明美を探し出して遠くから見続けていた。2007年2月28日、ようやく母と直接会う決心をして、娘だと名乗ろうとしていた矢先に明美は街中で倒れてしまい、自ら介抱して白波医療センターへ運ぶも手当の甲斐もなく亡くなってしまう。これによって母子の再会の道は閉ざされてしまい、それから年月を経た今もなお彼女の心の傷となっている。そして搬送中に通行妨害した中川・本田・野村、怪我をした和繁を入院させたために港南総合病院への受け入れを拒否させた須藤、さらに明美が最期に呼んだ名前が付き添っていた自分ではなく隼人だったことから、母親がこの5人の男に殺されたと思い、彼らへの復讐を企てた。しかし隼人は死なせることが出来ず、勤務していた病院、マンションからも姿を消したが、1年後の2月28日、明美が倒れた場所にダイヤモンドリリーの花をたむけるために姿を現した。さらに数年後、男児を妊娠している。
『美しい隣人』で仲間が演じた沙希と同一人物という設定で、名字（『美しい隣人』では旧姓）や出身地、実家が開業医であることが共通している。

### サキが接近する男たち
新田隼人（にった はやと）〈26〉
演 - 三浦翔平（少年期：横山賢太郎）
1987年生まれ。アドバンス・プレス「週刊SPICE」記者。気さくな性格。7年前に父親・正彦（演：加門良）、6年前に母親・明美（演：朝加真由美）と死別して以来、1人暮らしで生き別れた姉を捜している。スポットならびに本編のナレーションも担当。
サキとは実の姉弟。両親がサキを捨ててから数年後に工場を立て直してサキを探していたが、会うことができなかった。自身はサキがいなくなってから生まれたため、姉の存在は明美の葬儀の席で知った。また、バイト先で連絡を受け、明美が運ばれた病院に駆けつけた際、サキとすれ違ったが、全く気付かなかった。直美たちと真相を追う中で、幼少期に明美からもらった腎臓を移植手術したことにより、心室中隔欠損症の持病があった母親の死期を早めたことと、自分が5人目のターゲットだと気づく。
中川肇 （なかがわ はじめ）〈31〉
演 - 姜暢雄
1982年生まれ。ITゲート社長。サキが以前勤務していた東部第二総合病院の元患者。退院後、偶然サキと再会してから、ストーカー行為を行っていた。最期はサキとの出会いに感謝しながら、ビルの屋上から投身自殺する。自分勝手で強引な性格だったが、入院を境に人が変わったように、本当の幸せを考えはじめ、婚約者の梨沙に好きな人が出来たと一方的に別れを告げる。
2007年2月28日、契約先の企業回りの途中、パソコンを見ながら横断歩道を渡った時に老人とぶつかって口論となり、明美を乗せた救急車の通行を妨害したため、1人目のターゲットにされる。
本田典史（ほんだ のりふみ）〈32〉
演 - 岡田義徳
1981年生まれ。日整空調管理空調整備員。実家で両親と同居している。職場では陰気な性格と手際の悪さから花岡たちに疎まれ、パワーハラスメントを受けている。サキに励まされて自信を取り戻し仕事に励んできたが、自分がリストラ対象者で、代わりはいくらでもいると言われたことに逆上し、花岡をモンキーレンチで殴打し逃走後、逮捕される。岩城の取材によると、中学・高校時代は存在感がなく、親しい友人もいなかった。
2007年2月28日、空調修理の現場に自転車で向かっていたが、ヘッドホンをつけていたことにより、明美を乗せた救急車からの再三の注意が聞こえず、通行を妨害したため、3人目のターゲットにされる。
5人のターゲットの中で、家庭崩壊が目的だった須藤を除けば唯一生存しており、その方法も「ひたすら相手を肯定して自信をつけさせ、憎い上司を痛め付け最終的には出頭させる」という、本田にとっては感謝しかない行動であり、他とは一線を画している。
野村康介（のむら こうすけ）〈39〉
演 - 萩原聖人（大学生時代：上野直人）
1973年11月生まれ。浦ヶ浜法律事務所弁護士。公明正大な性格から人望も厚い。独身を通し浮いた噂がないことから、同僚からは同性愛者だと噂されている。両親の死後、祐樹の親代わりとなってきた。実の妹にずっと恋心を寄せていたが、サキの企みで暴かれた末、旅行先の伊豆で崖の上から投身自殺する。
2007年2月28日、自宅で仕事をした後で祐樹の結婚式に向かう途中、祐樹に式に遅れると電話をかけるために車を停車させたことにより、明美を乗せた救急車の通行を妨害したため、2人目のターゲットにされる。
須藤和繁（すどう かずしげ）〈23〉
演 - 庄野崎謙
1989年生まれ。サキが通うようになったワインショップ店員。須藤の息子で実家暮らし。
サキに好意を抱く中で、父親が理事長を務める病院の看護師だと知り、自宅に招待する。風邪をひいたサキから見舞いを断られた日、サキのマンションに立ち寄った直後に父親が出てくるところを目撃、さらに、サキから須藤が息子の相手としてではなく、一人の女性として見ていたことや、息子と別れてほしいと言われたことを聞かされて、父親を憎んで家を出る。その後、サキにやり直そうと告げるが、「ただのバカなのよ」と指輪を返され、彼女に捨てられる。
2007年2月28日、友人と万引きをして自転車で逃走中に階段から転げ落ち、頭を打って意識不明の状態で港南総合病院に運ばれ、検査入院した。右腕にはその時の傷跡が残っている。
須藤繁之（すどう しげゆき）
演 - 高嶋政伸
港南総合病院理事長。面倒見が良く家族思い。恵との再婚前に、年上の女性との離婚歴がある。高血圧症。里香が中庭に置いていった広太のおもちゃの飛行機を拾う。患者の父親と勘違いしたサキに声を掛けられ、その後もサキの夢の中に出てきたと彼女から話を聞かされたことでサキが気になる存在になっていく。本編開始当初は口ひげを生やしていたが、サキから自身の夢の中に出てきた須藤には口ひげがなく、生き生きとしていて、とても素敵だったと言われ、和繁がサキを初めて自宅へ招いた日に口ひげを剃った。サキの企みでジャケットのポケットに入れられたイヤリングを見つけた恵に追及され、サキの見舞いでマンションから出てくるところを和繁に目撃させ、家庭崩壊を招かせる。愛想を尽かした妻と息子が家を出て行ったことで自暴自棄になり、自宅に火をつけたが、サキのターゲットだと気づき、駆けつけた隼人に助けられる。サキがターゲットにした（隼人を除く）4人の男の中で唯一、彼女に陥れられていることに気づいた。
2007年2月28日、明美の受け入れが予定されていた港南総合病院に強引に院長の権限を使って、和繁を搬送させたため、4人目のターゲットにされる。

### 男たちの関係者
祐樹（ゆうき）〈33〉
演 - 原田佳奈（幼少期：椙本愛花 / 高校生時代：馬渕有咲）
野村の妹。2007年2月28日に結婚し、夫（演：海東健）と島根に移住したが、価値観の違いから離婚を考えるようになり、何度も兄に相談の電話を掛けていた。
花岡（はなおか）
演 - 渡邉紘平
日整空調管理空調整備員。同僚の武藤（演：河野直樹）らと共に本田を馬鹿にしていたが、逆上した本田にモンキーレンチで顔面を殴られ、全治1カ月の重傷を負う。
浦田道子（うらた みちこ）
演 - 伊藤麻実子
日整空調管理事務員。花岡たちに馬鹿にされている本田を気にかける。本田の逮捕後、真実を伝えるべく、彼と関わりがあった女の影（サキ）について直美に話したり、本田の業務日誌のコピーを隼人に貸すなど、取材に協力する。
前沢梨沙（まえざわ りさ）
演 - 三浦葵
中川の元婚約者。中川が入院先でサキと知り合ってから性格が変わったことや、亡くなる3カ月前に突然別れを告げられたことを直美に話す。
須藤恵（すどう めぐみ）〈44〉
演 - 富田靖子
1968年6月4日生まれ。須藤の妻。旧姓：小柳。妻がいた須藤との間に和繁を身篭り、略奪した。心を開き信用していたサキに裏切られ一度は責めたが、本当の自分に戻ればいいと諭され、離婚届を置いて家を出る。家が火事になり須藤が病院に運ばれたと連絡を受けても、もう関係ない人だと告げる。

### 港南総合病院
加賀良太 （かが りょうた）
演 - 鎌苅健太
サキの同僚看護師。優しい性格で子供好き。
依里（えり）
演 - やない由紀
サキの後輩看護師。
堀江（ほりえ）
演 - 滝沢涼子
サキの上司。看護師長。
遠藤広太（えんどう こうた）
演 - 松田知己
小児科の入院患者。
遠藤里香（えんどう りか）
演 - 石井香帆
広太の姉。弟が誕生日に両親からもらったおもちゃの飛行機を盗むが、意地悪をした気持ちや行動をサキに見透かされ恐ろしくなったため、病院の中庭に置いていく。
小柳健太郎（こやなぎ けんたろう）
演 - 森岡豊
恵の弟で須藤の義弟。医師。

### その他
濱田直美（はまだ なおみ）
演 - 内田有紀
アドバンス・プレス「週刊SPICE」記者。隼人、利也の上司。心理学科卒業。野村の突然の訃報に触れ、交際していたサキに不信感を抱き、岩城とともに真実を追う。
野中百合香（のなか ゆりか）
演 - 黒川芽以
隼人の恋人。隼人が好物の肉じゃがのレシピをサキから教わる。
岩城利也（いわき としや）
演 - 石黒英雄
アドバンス・プレス「週刊SPICE」記者。隼人の友人かつ同期で、隼人からは「岩キング」と呼ばれている。既婚者で姉がいる。父親になったばかりで子供は目に入れても痛くないという気持ちがようやくわかったと話している。性格は明るいが、いじられやすいタイプ。
美幸（みゆき）
演 - 角南範子
東部第二総合病院看護師。
カフェの客
演 - 東方神起（Special Thanks / 最終話）

## スタッフ
- 脚本 - 渡辺千穂
- 演出 - 今井和久、小松隆志、植田尚
- 音楽 - 池頼広
- オープニング曲 - 高橋みなみ「Jane Doe」[6]（NAYUTAWAVE RECORDS）[7]
- 主題歌 - 東方神起「Catch Me -If you wanna-」（avex trax）
- 助監督 - 近藤幸子
- タイトルバック - 相川はじめ
- スタント - 大道寺俊典
- フードコーディネーター - はらゆうこ
- 料理監修 - 赤堀博美
- 所作・マナー指導 - 諏内えみ
- プロデュース - 豊福陽子（関西テレビ）、遠田孝一（MMJ）、浅井千瑞（MMJ）
- AP - 山下有為、佐藤利佳、堀江愛佳
- 制作著作 - MMJ
- 制作 - 関西テレビ

## 放送日程
| 各話                                                      | 放送日  | サブタイトル                  | ラテ欄                                               | 演出     | 視聴率 |
| --------------------------------------------------------- | ------- | ----------------------------- | ---------------------------------------------------- | -------- | ------ |
| 第1話                                                     | 1月08日 | 接近                          | 美しい隣人のサキが甦る! “姉弟”の再会に潜む毒         | 今井和久 | 11.4%  |
| 第2話                                                     | 1月15日 | タブーの正体                  | 悪女の微笑みは復讐の始まり… 最初の標的は             | 今井和久 | 12.2%  |
| 第3話                                                     | 1月22日 | 禁断へ導く女                  | 禁断への階段をかけ上がる男、 運命を操る女            | 植田尚   | 09.4%  |
| 第4話                                                     | 1月29日 | タブーの結末                  | 第一ターゲットの結末… 秘めた恋が暴かれる時           | 小松隆志 | 08.0%  |
| 第5話                                                     | 2月05日 | 姉への疑惑                    | 新ターゲットへの赤い罠… 姉への疑惑完全犯罪がバレる時 | 小松隆志 | 09.1%  |
| 第6話                                                     | 2月12日 | 弱者の逆襲―追いつめられた悪女 | 弱者の逆襲!追い詰められた悪女                        | 植田尚   | 09.7%  |
| 第7話                                                     | 2月19日 | 母へ―明かされる“悪女”の履歴書 | 母へ…明かされる“悪女”の履歴書                        | 植田尚   | 10.5%  |
| 第8話                                                     | 2月26日 | 母のための復讐―真夜中の誘惑   | 母のための復讐… 妻が寝ている間に男を誘う女           | 小松隆志 | 09.6%  |
| 第9話                                                     | 3月05日 | セレブ妻を狂わす疑惑の真珠    | セレブ妻を狂わす疑惑の真珠… 4人目の復讐              | 植田尚   | 08.9%  |
| 第10話                                                    | 3月12日 | 母を殺した最後の男            | 姉さんごめん… 母さんを殺したのは、僕です             | 小松隆志 | 08.1%  |
| 最終話                                                    | 3月19日 | 悪女の最後                    | ついに今夜完結! 明かされる復讐の真相と、悪女の最後   | 植田尚   | 08.1%  |
| 平均視聴率 9.6%（視聴率は関東地区・ビデオリサーチ社調べ） |         |                               |                                                      |          |        |

## 関連商品

### DVD
- サキ DVD-BOX（2013年7月17日発売、ポニーキャニオン）
- サキ Blu-ray BOX（2013年7月17日発売、ポニーキャニオン）

### 書籍
- サキ 1 悪女の微笑（脚本：渡辺千穂 ノベライズ：来島麦、2013年2月2日、泰文堂、ISBN 978-4-8030-0436-6）
- サキ 2 聖女の罪（脚本：渡辺千穂 ノベライズ：来島麦、2013年3月23日、泰文堂、ISBN 978-4-8030-0437-3）